# CALLING (FLOWの曲)
「CALLING」（コーリング）は、FLOWのメジャー19枚目、通算23枚目のシングル。2010年5月12日にKi/oon Recordsから発売された。

## 概要
前作から4か月ぶりのリリース。
初回生産限定盤と通常盤（初回仕様あり）の2形態で発売。なお、ジャケットに映っている人物は、同じアミューズ所属の岩崎響である。
公式ページのキャッチコピーは「FLOW史上10作目となるアニメタイアップシングル！」。

## 特典

### 初回生産限定盤
- DVD
- 『HEROMAN』描き下ろしワイドキャップステッカー
- FLOW初回限定スペシャルジャケット
- 『HEROMAN』ワクワク☆ペーパークラフト

### 初回仕様盤
- FLOWオリジナル「フーローマン」ステッカー

## 収録内容
| 全作詞: Kohshi Asakawa。 |                                       |                |                               |                 |      |
| #                        | タイトル                              | 作詞           | 作曲                          | 編曲            | 時間 |
| 1.                       | 「CALLING」                           | Kohshi Asakawa | Takeshi Asakawa               | FLOW            | 3:36 |
| 2.                       | 「FREEDOM」                           | Kohshi Asakawa | Takeshi Asakawa               | FLOW            | 3:24 |
| 3.                       | 「Around the world -新生活応援 Mix-」 | Kohshi Asakawa | KOHTARO GOTO, TAKESHI ASAKAWA | Takeshi Asakawa | 5:23 |
| 4.                       | 「CALLING -HEROMAN Ending Mix-」      | Kohshi Asakawa | Takeshi Asakawa               | FLOW            | 1:34 |
| 5.                       | 「CALLING -Instrumental-」            | Kohshi Asakawa | Takeshi Asakawa               | FLOW            | 3:34 |
| 合計時間:                | 合計時間:                             | 合計時間:      | 合計時間:                     | 17:31           |      |

| #  | タイトル                                      | 作詞 | 作曲・編曲 |
| -- | --------------------------------------------- | ---- | ---------- |
| 1. | 「CALLING (Music Video)」                     |      |            |
| 2. | 「CALLING (Music Video Making Movie)」        |      |            |
| 3. | 「HEROMAN -Debut Trailer- (「CALLING」ver.)」 |      |            |

### 楽曲解説
1. CALLING
テレビ東京系アニメ『HEROMAN』前期エンディングテーマ。FLOWがアニメのエンディングテーマを担当するのは今回が初。
PV監督は須永秀明。
元々は今作発売の2年程前からあった曲で、5枚目のオリジナルアルバム『#5』に収録予定だったが、「アルバム曲にするのはもったいない」ということでストックされていた曲[4]。
2. FREEDOM
日本テレビ系ドラマ『バーン・ノーティス 元スパイの逆襲』イメージソング。ドラマのタイアップは、2007年の「Answer」以来となる。

## 収録アルバム
1. CALLING
  - 6thスタジオ・アルバム『MICROCOSM』
  - 3rdベスト・アルバム『FLOW ANIME BEST』
  - 4thベスト・アルバム『FLOW ANIME BEST 極』
  - 5thベスト・アルバム『FLOW THE BEST 〜アニメ縛り〜』
2. FREEDOM
  - 6thスタジオ・アルバム『MICROCOSM』